# بیل کرترز
بیل کرترز (انگلیسی: Bill Crothers؛ زادهٔ ۲۴ دسامبر ۱۹۴۰) دونده دو نیمه‌استقامت، و دونده اهل کانادا است.